# Cyril Deplace
Pour les articles homonymes, voir Deplace.
Cyril Deplace (né le 18 mars 1974) est un patineur artistique français.

## Biographie

### Carrière sportive
Cyril Deplace a participé à neuf championnats de France élites entre 1991 et 1999. Son meilleur classement est une 5e place aux championnats 1992 à Colombes.
Il n'a jamais été sélectionné par la FFSG pour patiner à une épreuve du Grand Prix ISU, aux championnats d'Europe, aux championnats du monde juniors, aux championnats du monde seniors et aux Jeux olympiques d'hiver.
Il quitte le patinage amateur en 1999.

### Reconversion
Cyril Deplace devient entraîneur de patinage artistique. Il est titulaire d'un Brevet d'État d'éducateur sportif 2e degré. Il a notamment travaillé au club de Wasquehal Patinage Lille Métropole (WPLM) dans le Nord-Pas-de-Calais et au Club de Patinage Artistique de Monthey (CPA Monthey) en Valais en Suisse.
Il crée la société MONSIEUR CYRIL DEPLACE à Maisons-Alfort le 1er février 2014, spécialisée dans les activités récréatives et de loisirs. Il déménage la société à Neuilly-Plaisance le 6 septembre 2018.

## Palmarès
| Compétition             | 1991 | 1992 | 1993 | 1994 | 1995 | 1996 | 1997 | 1998 | 1999 |  |  |  |  |  |
| Jeux olympiques d'hiver |      |      |      |      |      |      |      |      |      |  |  |  |  |  |
| Championnats du monde   |      |      |      |      |      |      |      |      |      |  |  |  |  |  |
| Championnats d’Europe   |      |      |      |      |      |      |      |      |      |  |  |  |  |  |
| Championnats de France  | 7e   | 5e   | 19e  | 16e  | 7e   | 9e   | 9e   | 6e   | 12e  |  |  |  |  |  |
|                         |      |      |      |      |      |      |      |      |      |  |  |  |  |  |